# Marco De Benedetti
Marco De Benedetti (Torino, 9 settembre 1962) è un imprenditore e dirigente d'azienda italiano.

## Biografia
Marco De Benedetti, secondogenito di Carlo De Benedetti e Mita Crosetti, fratello di Rodolfo e di Edoardo, nacque a Torino nel settembre 1962. Per timore dei sequestri, dal 1975 visse con la madre e i fratelli a Ginevra. Fisicamente il ritratto del padre, avrebbe voluto fare l'ingegnere, finì invece per laurearsi nel 1984 negli Stati Uniti in storia ed economia alla Wesleyan University, nel Connecticut. Tre anni più tardi conseguì il Master in Business Administration alla Wharton Business School di Philadelphia. L'apprendistato nel mondo della finanza avvenne a New York alla Wesserstein Perella, una rinomata "boutique" finanziaria nel settore delle acquisizioni. Successivamente è entrato nel settore marketing della Procter&Gamble per poi approdare nel 1990 alla Olivetti, la società di Ivrea in cui il padre Carlo era azionista e presidente. 
Entrò occupandosi di marketing e diventando il braccio destro di Elserino Piol, uno dei pionieri delle attività di telecomunicazioni in Italia. Nel 1992 gli fu affidata la responsabilità delle attività di tlc del gruppo, in particolare della società di telefonia fissa, Infostrada, con l'intenzione di fare la concorrenza alla Telecom (sulla carta almeno, in quanto Infostrada era all'epoca una piccola società che aveva bisogno di investimenti con l'Olivetti non in grado di sostenerli). E quando nel 1994 la Olivetti ottenne la licenza di varare in Italia il secondo gestore di telefonia mobile destinato a fare concorrenza a Tim, partecipò alla nascita di Omnitel. Successivamente Marco De Benedetti si trovò al fianco di Roberto Colaninno allorché il manager mantovano approdò a Ivrea dopo il periodo di Francesco Caio e partì all'assalto di Telecom Italia. L'operazione ebbe successo, Colaninno si portò dietro dall'Olivetti il solo Marco De Benedetti il quale nel 1999 fu posto dallo stesso Colaninno alla guida di Tim. E vi rimase fino al 2005 anche dopo l'arrivo della Pirelli di Marco Tronchetti Provera. Dal luglio all'ottobre 2005 fu Amministratore Delegato di Telecom Italia S.p.A.
Appassionato di macchine, nel novembre 2005 ritornò nel mondo della finanza, diventando Managing Director e Co-Head dell'Europe Buyout Group di The Carlyle Group, società internazionale di asset management e tra i maggiori fondi di private equity a livello globale. Solo nel 2013 rientrò nelle attività di famiglia quando il padre Carlo decise di aprire alla nuova generazione l'azionariato della holding familiare, donando ai tre figli le azioni di Cir e Cofide. Nel giugno 2017 l'ultimo passo di Carlo De Benedetti: lasciò a Marco la presidenza della Gedi, la società editoriale nata poco prima, in maggio, dalla fusione del gruppo L'Espresso (editore del quotidiano la Repubblica) con La Stampa e Il Secolo XIX di John Elkann e Carlo Perrone.
È presidente del consiglio degli accomandatari della Carlo De Benedetti & Figli, siede inoltre nei consigli di amministrazione di COFIDE - Gruppo De Benedetti S.p.A, CIR S.p.A, Moncler S.p.A., NBTY Inc., CommScope Holding Company, Twin-Set Simona Barbieri S.p.A., Marelli Motori S.p.A. e Sematic S.p.A. (di queste ultime tre aziende è anche presidente del consiglio di amministrazione). Il 5 ottobre 2015 viene prosciolto insieme al fratello Rodolfo riguardo ai morti causati dall'amianto alla Olivetti, mentre il padre viene rinviato a giudizio e condannato nel luglio 2016.

## Vita privata
Nell'aprile 1997 ha sposato la giornalista Paola Ferrari; la coppia ha due figli.